# Zagonski nalagalnik
Zagonski nalagalnik (angleško boot loader) je programska oprema, ki skrbi za zagon operacijskega sistema. Potreben je zaradi same zasnove strojne opreme modernih računalnikov, ki lahko poganja samo programsko opremo, ki že teče znotraj pomnilnika (RAM ali ROM). Takoj po zagonu računalnika le ta nima ničesar zapisanega v pomnilniku. Tako pride do navidezno nerešljivega paradoksa: za to da lahko računalnik naloži operacijski sistem v pomnilnik, le tega že potrebuje naloženega. 
Rešitev se skriva v uporabi posebnih majhnih aplikacij, ki jim rečemo zagonski nalagalnik. Sam program nima zmožnosti polnega operacijskega sistema ampak je njegov edini namen, da zažene celoten operacijski sistem. Zagonski nalagalnik pogosto predstavlja serijo manjših aplikacij, ki se zapored poganjajo in tako v več korakih naložijo vse potrebne module. Takšno delovanje je potrebno, ker je prostor, ki ga ima zagonski nalagalnik na voljo, navadno zelo omejen. V primeru IBM kompatibilnih računalnikov je to prvih 512 bajtov trdega diska ali podobnega nosilca, s katerega zna BIOS prebrati zagonski sektor.